# Litoria wapogaensis
Litoria wapogaensis es una especie de anfibio anuro de la familia Pelodryadidae.

## Distribución geográfica
Esta especie es endémica del oeste de Nueva Guinea en Indonesia. Habita en la provincia de Papua a unos 1100 m de altitud en la cuenca superior del río Wapoga.

## Etimología
Su nombre de especie, compuesto de wapoga y el sufijo latín -ensis, significa "que vive en, que habita", y se le dio en referencia al lugar de su descubrimiento, el río Wapoga.

## Publicación original
- Richards & Iskandar, 2001 : A new species of tree frog (Anura, Hylidae, Litoria) from the mountains of Irian Jaya, Indonesia. Alytes, vol. 18, fasc. 3, p. 141-152.[5]